# Nimbahera
Nimbahera è una suddivisione dell'India, classificata come municipality, di 53.323 abitanti, situata nel distretto di Chittorgarh, nello stato federato del Rajasthan. In base al numero di abitanti la città rientra nella classe II (da 50.000 a 99.999 persone).

## Geografia fisica
La città è situata a 24° 37' 0 N e 74° 40' 60 E e ha un'altitudine di 436 m s.l.m..

## Società

### Evoluzione demografica
Al censimento del 2001 la popolazione di Nimbahera assommava a 53.323 persone, delle quali 27.530 maschi e 25.793 femmine. I bambini di età inferiore o uguale ai sei anni assommavano a 8.210, dei quali 4.360 maschi e 3.850 femmine. Infine, coloro che erano in grado di saper almeno leggere e scrivere erano 35.859, dei quali 20.791 maschi e 15.068 femmine.